# Le tableau de l'operation de la taille

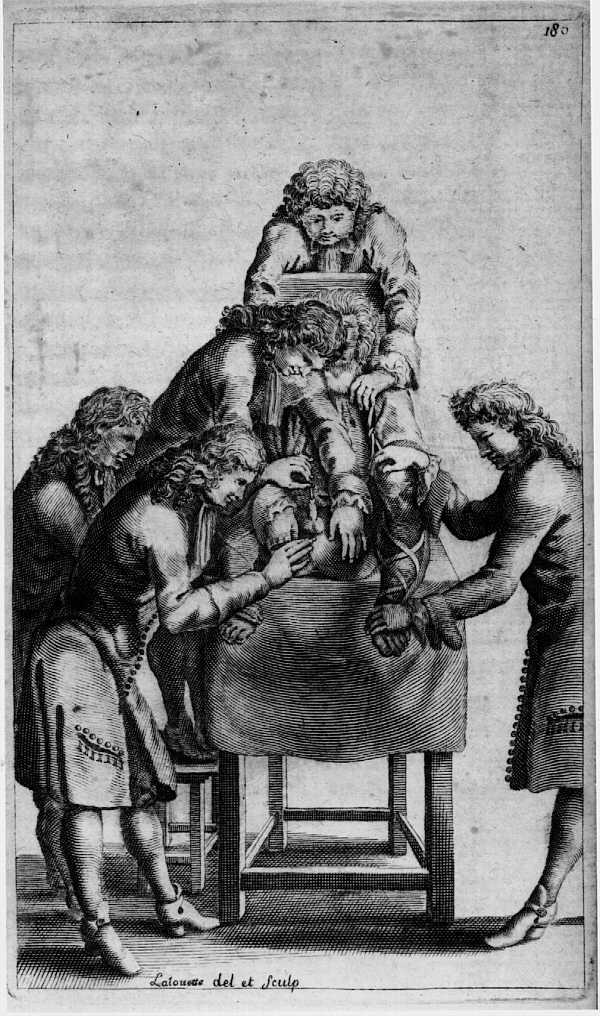
"De" operatie

Le tableau de l'operation de la taille (de operatietafel) is een suite in e mineur van Marin Marais voor viola da gamba. Het stuk is suite nr. 7 in de vijfde bundel met werken voor viola da gamba: Pièces de viole, Cinquième livre' (1725).
De compositie zelf is weinig bizar. Het onderwerp daarentegen zeker: de lithotomie, een operatie waarbij nierstenen uit de blaas bij Marais worden verwijderd. In Marais tijd was het verwijderen van nierstenen - met een tang via aan insnijding in het perineum - een uiterst risicovolle operatie, met 30% overlijdenskans en in geval van overleven mogelijk zware gevolgen. Toen Marais de operatie overleefde schreef hij als dank hiervoor Le tableau de l'operation de la taille.
In het werk worden verschillende delen uit de operatie behandeld zoals het naar de operatietafel gaan, de situatie waarin het mes in het perineum wordt gezet en een vrolijke dans als dank voor de goede afloop.